# La memòria dels Cargols
La memòria dels Cargols és una sèrie de televisió de Dagoll Dagom, idea original d'Anna Rosa Cisquella, guió de Joan Lluís Bozzo, Lluís Arcarazo, Francesc Orteu i Eduard Cortés, dirigida per Joan Lluís Bozzo i Eduard Cortés, i produïda per Dagoll Dagom. Està formada per 26 episodis de 50 minuts de duració cadascun.
Fou estrenada el 18 de gener de 1999 fins al 12 de juliol del mateix any per TV3, reemetent-se posteriorment en diverses ocasions. La sèrie explica l'evolució d'una família catalana, els Cargol, des del segle xiii fins a l'actualitat, passant pels diferents esdeveniments de la història de Catalunya, com la Guerra dels Remences, la Guerra dels Segadors o la Guerra de Successió.

## Argument
Al llarg dels seus set-cents anys d'història, la família Cargol aixeca un mas, conrea les terres, lluita en les nombroses guerres que des de sempre han assolat Catalunya, guanya diners, s'arruïna amb la fil·loxera i arriba fins al tombant del mil·lenni i l'era d'internet amb esperances de seguir endavant.
Els temps van canviant, el país va sofrint les conseqüències de les crisis econòmiques i les rauxes polítiques, i la família Cargol, mantenint sempre la seva essència, i, al mateix temps, adaptant-se a les noves situacions, va mirant de sobreviure sense pena ni glòria, però, això sí, amb considerables dosis d'humor, d'ironia i de tendresa.
Malgrat el pas del temps, cada episodi ofereix la possibilitat de reconèixer en els protagonistes uns trets característics: la gasiveria, la tossuderia, etc., que al llarg de la història s'aniran repetint. Són característiques que, d'una manera o d'una altra, segueixen vigents en la societat actual.
La sèrie també inclou en el seu argument dades amb rigor històric sobre com es feien al llarg dels segles els actes més elementals de la vida quotidiana: menjar, rentar-se, cuinar, fer l'amor, escalfar la casa, dormir, refredar els aliments, etc.

## Repartiment
- Padrina: Àngels Poch
- Bernat Cargol: Àlex Casanovas
- Constança: Francesca Piñón
- Ramon Cargol, Hereu: Pep Ferrer
- Eva Cargol: Mireia Aixalà
- Hereuet: Biel Duran
- Estranya: Ariadna Planas
- Pere-Pau: Pep Cruz
- Baró: Richard Collins-Moore
- Batlle: Carles Martínez
- Rector: Joan Lluís Bozzo
- Perico: Genís Hernàndez
- Donya Urraca Anna Maria Barbany
- Martí Balaguer Jordi Bosch
- Mestre Capdet Manel Barceló